# Wallenberg (Familienname)
Wallenberg ist ein schwedischer Familienname.

## Namensträger
- Adolf Wallenberg (1862–1949), deutscher Internist und Neurologe
- André Oscar Wallenberg (1816–1886), schwedischer Bankier und Gründer der SEB
- Berit Wallenberg (1902–1995), schwedische Archäologin, Anthropologin, Kunsthistorikerin und Fotografin
- Elsa Wallenberg (1877–1951), schwedische Tennisspielerin
- Erik Wallenberg (1915–1999), schwedischer Unternehmer (Tetra-Pak)
- Ernst Wallenberg (1878–1948), deutscher Journalist
- Ernst von Wallenberg (1821–1898), preußischer Verwaltungsbeamter
- Friedrich von Wallenberg-Pachaly (1878–1965), deutscher Bankier
- Gustaf Wallenberg (1863–1937), schwedischer Diplomat
- Hans Wallenberg (1907–1977), deutscher Journalist
- Jacob Wallenberg (Schriftsteller) (1746–1778), schwedischer Geistlicher und Schriftsteller
- Jacob Wallenberg senior (1892–1980), schwedischer Bankier, Industrieller und Diplomat
- Jacob Wallenberg (* 1956), schwedischer Bankier und Industrieller
- Knut Agathon Wallenberg (1853–1938), schwedischer Bankier und Politiker
- Marc Wallenberg (1924–1971), schwedischer Bankier und Industrieller
- Marcus Wallenberg (Bischof) (1774–1833), schwedischer Bischof
- Marcus Wallenberg (Bankier, 1864) (Marcus Laurentius Wallenberg Sr.; 1864–1943), schwedischer Bankier und Anwalt
- Marcus Wallenberg (Bankier, 1899) (Marcus Wallenberg Jr.; 1899–1982), schwedischer Bankier, Industrieller, Segler und Tennisspieler
- Marcus Wallenberg (Bankier, 1956) (* 1956), schwedischer Bankier und Industrieller
- Peter Wallenberg senior (1926–2015), schwedischer Unternehmer
- Peter Wallenberg junior (* 1959), schwedischer Unternehmer und Rennfahrer
- Raoul Wallenberg (1912–1952), schwedischer Diplomat
- Victor Wallenberg (1875–1970), schwedischer Sportschütze